# Adolf Stahr

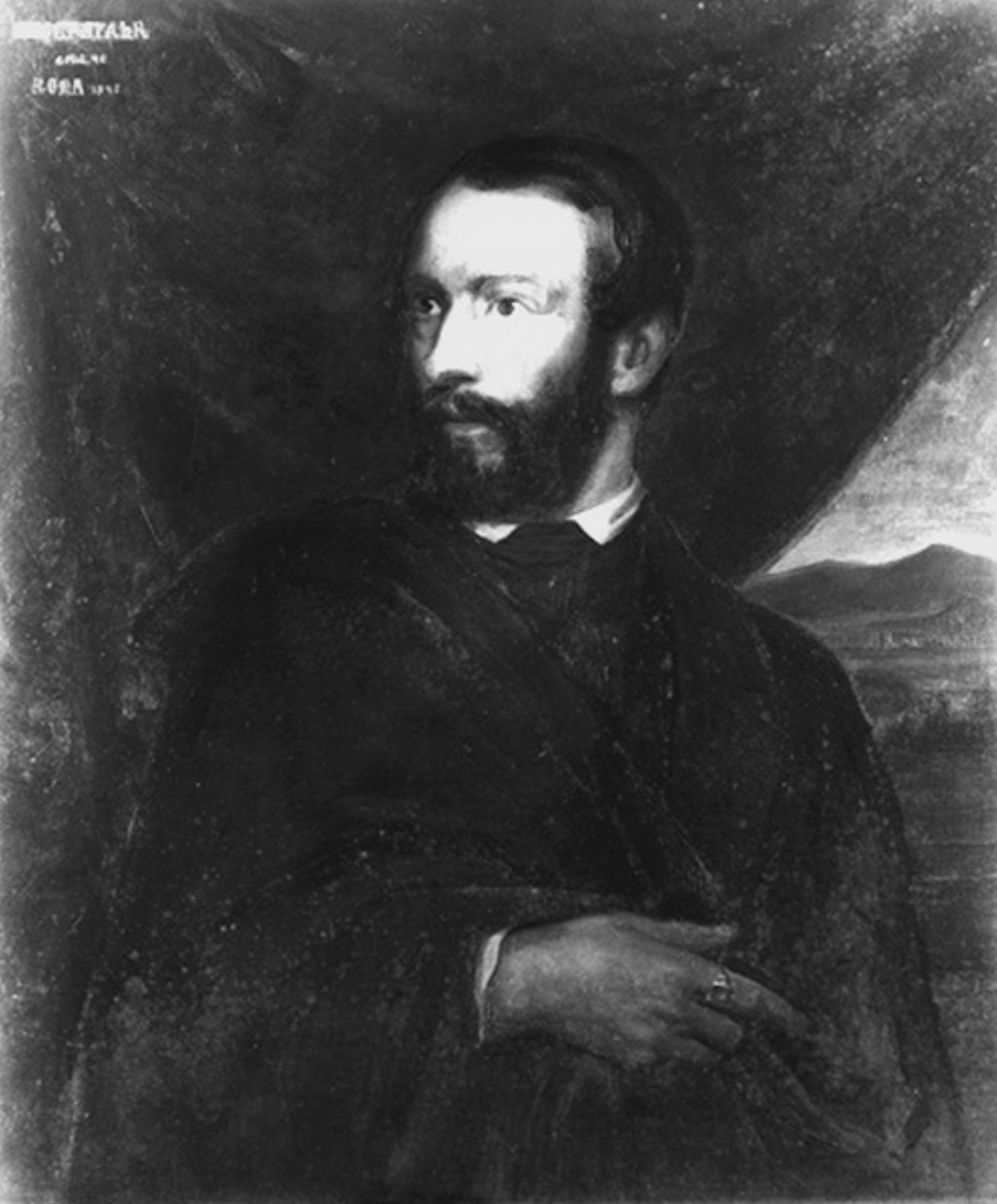
Adolf Stahr, par Wilhelm Steinhäuser (1845)

Adolf Stahr (né le 22 octobre 1805 à Prenzlau et mort le 3 octobre 1876 à Wiesbaden) est un écrivain et historien prussien.

## Biographie
Adolf Wilhelm Theodor Stahr, fils de Johann Adam Stahr (1768-1839), aumônier de campagne puis pasteur à Wallmow Johann Adam Stahr (1768–1839), étudie au lycée de Prenzlau, se rend à Halle en 1825 à la demande de ses parents pour étudier la théologie, mais change rapidement de discipline en raison de son enthousiasme pour l'antiquité classique et étudie la philologie. Pendant ses études en 1825, il rejoint la fraternité de Halle, interdite à l'époque, et n'échappe à la prison que parce que son jeune frère Carl le couvre lors des interrogatoires de police. Après ses études, il enseigne pendant dix ans au lycée royal des Fondations Francke à Halle pendant dix ans. En 1828, il obtient son doctorat avec un travail sur le concept de tragédie chez Aristote. À Halle, Stahr publie des contributions critiques à la littérature dans le radical philosophique Hallische Jahrbucher für deutsche Wissenschaft und Kunst, écrit par ses collègues du lycée Ernst Theodor Echtermeyer (de) et Arnold Ruge. En 1834, Stahr épouse Marie Krätz (1813–1879), la fille de l'inspecteur scolaire de Leipzig August Kraetz et de Sophie Caroline, née Thiérot. Cinq enfants sont nés de ce mariage, trois garçons (Alwin, Adolf et Edo) et deux filles (Anna et Helene).
En 1836, il est nommé directeur adjoint et professeur à l'ancien lycée d'Oldenbourg (de). À Oldenbourg, en plus de ses tâches pédagogiques et de son travail de journaliste, il se consacre de préférence au Théâtre d'État d'Oldenbourg qu'il veut - inspiré par l'exemple de Karl Immermann à Düsseldorf - transformer en une scène politique modèle avec ses amis Ferdinand von Gall (de), Julius Mosen (de) et d'autres. Tandis que von Gall est directeur de théâtre à partir de 1842 et Mosen dramaturge, Stahr est avant tout critique de théâtre. Un recueil de travaux de critique théâtrale de Stahr paraît en 1845 (Oldenburgische Theaterschau, 2 vol.). Le théâtre de la cour grand-ducale d'Oldenbourg passe à cette époque d'un théâtre de divertissement relativement insignifiant de la période Biedermeier à l'un des lieux de représentation importants du théâtre politique allemand. De nombreuses pièces d'auteurs modernes, comme Karl Gutzkow et Robert Eduard Prutz y sont également jouées.
À Oldenbourg, Stahr joue un rôle déterminant dans la fondation de diverses associations sociales. En 1839, il est l'un des cofondateurs de l'association littéraire et sociale, qui devient le centre intellectuel et social du Biedermeier de la ville de résidence, et en est le président de 1843 à 1844. Il fonde également le cercle de lecture Philosophicum. Avec Maximilian Heinrich Rüder, Carl Franz Nikolaus Bucholtz (de) et Dietrich Christian von Buttel (de), il fonde en 1843 le Neue Blatter für Stadt und Land, le premier journal libéral qui veut éduquer la population à participer à la vie politique et prône l'introduction d'une constitution. Au bout d'un an seulement, Stahr, tout comme Buttel et Bucholtz, se retire déjà du collège des rédacteurs.
En raison de son mauvais état de santé, Stahr se met en congé en 1845 et fait de longs voyages dans les états italiens, en Suisse et Paris, où il fréquente entre autres Heinrich Heine. Fin 1845, Stahr fait la connaissance de l'écrivain Fanny Lewald à Rome. Une relation passionnée s'installe entre eux, ils font plusieurs voyages au cours des années suivantes, écrient et travaillent ensemblee. En 1852, Stahr abandonne son métier d'enseignant, prend sa retraite, s'installe à Berlin, divorce de sa première femme en 1854 et épouse Fanny Lewald en 1855. Il continue à se consacrer à ses multiples travaux d'écriture. En 1849, un roman en trois volumes, Les Républicains à Naples, a été publié, mais n'a pas convaincu la critique. En 1849/50 suit une description de la révolution de 1848 en Prusse (Die Preußische Revolution, 2 vol.), plusieurs livres de voyage sont publiés, des travaux d'histoire de l'art (Torso. Kunst, Künstler und Kunstwerke der Alten, 2 vol. 1854/55), des traductions d'Aristote, des ouvrages biographiques et d'histoire littéraire sur Gotthold Ephraim Lessing (G. E. Lessing. Sein Leben und seine Werke, 1859, 2 vol.) et Johann Wolfgang von Goethe (Goethes Frauengestalten, 1865-68, 2 vol.), qui atteignent en partie des tirages très élevés. À cette époque, Stahr s'intéresse également de près aux bouleversements politiques du début de l'Empire romain et rédige plusieurs biographies de personnages de cette époque, qu'il publient dans la maison d'édition I. Guttentag (de) à Berlin (Tiberius, 1863 ; Cleopatra, 1864 ; Römische Kaiserfrauen, 1865 ; Agrippina, die Mutter Neros, 1867). Une sélection d'essais et de revues éparses paraît en quatre volumes 1871-75 (Kleine Schriften zur Literatur und Kunst).
À Berlin aussi, Stahr cherche à se lier à des personnalités du monde politique et culturel et, avec sa femme, il renoue avec la tradition des salons de Bettina von Arnim et Rahel Varnhagen en organisant régulièrement des rencontres dans les salons de la société berlinoise. Ses positions politiques varient. Au début, il est libéral et s'engage en faveur du parlementarisme et contre l'État prussien et ses représentants, le roi de Prusse et Otto von Bismarck. Après le déclenchement de la révolution de 1848, il devient également actif politiquement et publie des livres et des articles politiques dans divers journaux. Il rejoint également le Parti progressiste allemand. Plus tard, il se détourne de ces positions et vote, comme de nombreux membres de la bourgeoisie cultivée, pour la solution petite-allemande et devient en quelque sorte un admirateur d'Otto von Bismarck.
Stahr lutte avec véhémence contre le petit étatisme allemand et montre également une hostilité prononcée envers les Français, en particulier envers l'empereur Napoléon III. Il prend position en faveur de la guerre franco-prussienne et salue la défaite de la France et la proclamation de l'Empire allemand (de)
Les dernières années de la vie de Stahr sont marquées par la maladie et une résignation croissante. En 1875, il souffre d'une grave pneumonie et meurt un an plus tard lors d'une cure à Wiesbaden. Il repose dans l'ancien cimetière de la ville (de). Sa femme Fanny, décédée à Dresde en 1889, fut enterrée plus tard à ses côtés.

## Positionnement
Stahr est l'un des critiques les plus importants et les plus influents de Vor- et Nachmärz (de). Politiquement, il adopte une position résolument libérale et est ami avec de nombreux politiciens et publicistes libéraux-démocrates tels qu'Arnold Ruge. Sa biographie de Lessing est dédiée au démocrate prussien Johann Jacoby. Après sa mort, Fanny Lewald efface la dédicace à Jacoby dans une nouvelle édition et dédie l'ouvrage à Otto von Bismarck.
Stahr est controversé à la fois en tant qu'érudit classique, critique de théâtre et en tant qu'écrivain et fait parfois l'objet de critiques véhémentes. Néanmoins, il façonne la vie intellectuelle et culturelle de la ville d'Oldenbourg dans les années 1830 et 1840. Le frère de Stahr, Karl Ludwig Stahr (1812-1863) est également actif en tant que journaliste.
En 1995, à la suggestion de Gerhard Kegel, l'homme d'affaires hambourgeois Holger Cassens fait don du "Prix Adolf Stahr" doté de 4 000 euros. Depuis 1996, il est décerné tous les deux ans pour des œuvres littéraires et historiques ayant un lien direct avec l'Uckermark ou la ville de Prenzlau.

## Travaux

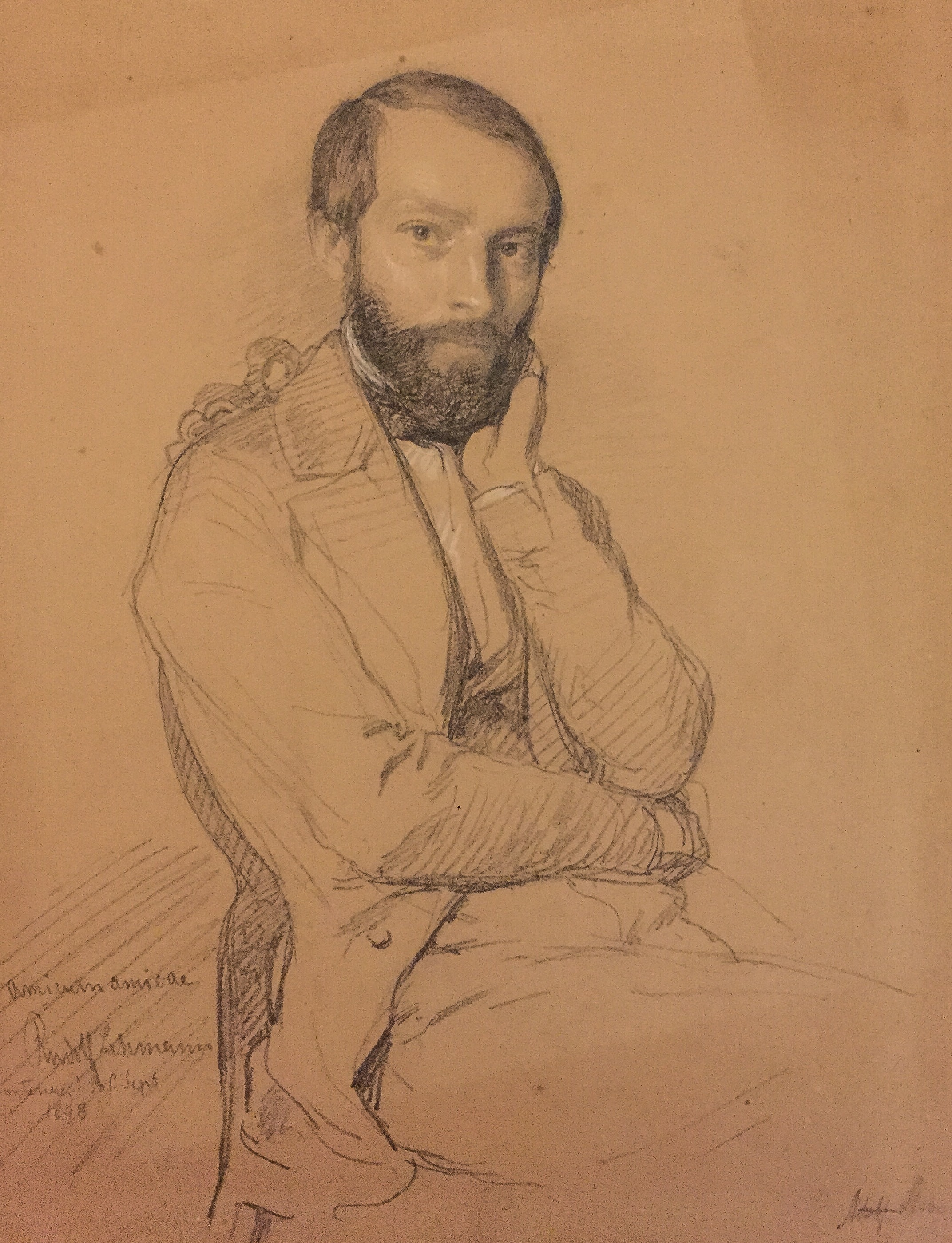
Adolf Stahr en 1848

- Aristotelia. Leben, Schriften und Schüler des Aristoteles, Halle: Waisenhaus, 1830–32
- Aristoteles bei den Römern, Leipzig: Lehnhold, 1834
- Johann Heinrich Merck. Ein Denkmal, Oldenburg: Schulze, 1840
- Bettina und ihr Königsbuch, Hamburg: Verlags-Comptoir, 1844
- Theodor von Kobbe. Ein Denkstein, Oldenburg: Schulze, 1845
- Ein Jahr in Italien, 3 Bde., Oldenburg: Schulze, 1847–50
- Die Republikaner in Neapel. Historischer Roman, 3 Bde., Berlin: Schultze, 1849
- Die Preußische Revolution, Oldenburg: Stalling, 1850 (2., vermehrte Auflage ebenda, 1851)
- Zwei Monate in Paris, 2 Bände, Oldenburg: Schulze, 1851
- Weimar und Jena. Ein Tagebuch, 2 Bde., Oldenburg: Schulze, 1852
- Torso. Kunst, Künstler und Kunstwerke der Alten, 2 Bde., Braunschweig: Vieweg, 1854–55
- Nach fünf Jahren. Pariser Studien aus dem Jahre 1855, 2 Bände, Oldenburg: Schulze, 1857
- Sueton's Kaiserbiographien. Verdeutscht von Adolf Stahr, Stuttgart: Hoffmann, 1857
- Herodian's Geschichte des römischen Kaiserthums seit Marc Aurel. Deutsch von Adolf Stahr. Stuttgart: Hoffmann, 1858
- G. E. Lessing: Sein Leben und seine Werke, 2 Bde., Berlin: Guttentag, 1859
- Aristoteles und die Wirkung der Tragödie, Berlin: Guttentag, 1859
- Aristoteles' Poetik. Übersetzt und erklärt von Adolf Stahr, Stuttgart: Krais & Hoffmann, 1860
- Aristoteles' Politik. Übersetzt und erläutert von Carl Stahr und Adolf Stahr, Stuttgart: Krais & Hoffmann, 1860
- Herbstmonate in Oberitalien, Oldenburg: Schulze, 1860
- Fichte, der Held unter den deutschen Denkern. Ein Lebensbild zur Säcularfeier seines Geburtstages, Berlin: Janke, 1862
- Aristoteles' drei Bücher der Redekunst. Übersetzt von Adolf Stahr, Stuttgart: Krais & Hoffmann, 1862
- Tiberius (Bilder aus dem Alterthume), Berlin: Guttentag, 1863
- Aristoteles' nikomachische Ethik. Übersetzt und erläutert von Adolf Stahr, Stuttgart: Krais & Hoffmann, 1863
- Cleopatra (Bilder aus dem Alterthume), Berlin: Guttentag, 1864
- Römische Kaiserfrauen, Berlin: Guttentag, 1865
- Goethes Frauengestalten, 2 Bände, Berlin: Guttentag, 1865–1868 (5. Auflage 1875) (Digitalisat)
- Agrippina, die Mutter Neros, Berlin: Guttentag, 1867
- Ein Winter in Rom, Berlin: Guttentag, 1869 (gemeinsam mit Fanny Lewald)
- Ein Stück Leben. Gedichte, Berlin: Guttentag, 1869
- Tacitus' Geschichte der Regierung der Kaiser Claudius und Nero. (Annalen, Buch XI-XVI.) Uebersetzt und erklärt von Adolf Stahr, Berlin: Guttentag, 1870
- Er muß nieder! Sturmglockenrufe wider den Einbrecher (zum Deutsch-Französischen Krieg), Berlin: Guttentag, 1870
- Aus der Jugendzeit: Lebenserinnerungen, 2 Bde., Schwerin: Hildebrand, 1870–77
- Kleine Schriften zur Litteratur und Kunst, 4 Bde., Berlin: Guttentag, 1871–75
- Ludwig Geiger (Hrsg.): Aus Adolf Stahrs Nachlaß. Briefe von Stahr nebst Briefen an ihn, Oldenburg und Leipzig: Schulze, 1903